# Ørsbjerg
Ørsbjerg en en lille landsby som ligger på Vestfyn. Byen er en del af Kerte Sogn og Assens Kommune. Der er ca. 5 km. til nærmeste supermarked.
|  | Denne artikel om lokaliteten Ørsbjerg kan blive bedre, hvis der indsættes et (bedre) billede. Du kan hjælpe ved at afsøge Wikimedia Commons for et passende billede eller lægge et op på Wikimedia Commons med en af de tilladte licenser og indsætte det i artiklen. |

55°21′21″N 10°00′30″Ø / 55.3558°N 10.0083°Ø